# Coppa Italia 2021/2022
Pohárový ročník Coppa Italia 2020/2021 byl 75. ročník italského poháru. Soutěž začala 7. srpna 2021 a skončila 11. května 2022. Zúčastnilo se jí 44 klubů.
Obhájce z minulého ročníku byl klub Juventus FC.

## Zúčastněné kluby v tomto ročníku
| Hrají od osmifinále Kluby ze Serie A | Hrají od 1. kola Kluby ze Serie A a ze Serie B | Hrají od předkola Kluby ze Serie B a ze Serie C |
| ------------------------------------ | ---------------------------------------------- | ----------------------------------------------- |
| Juventus FC                          | UC Sampdoria                                   | Como 1907                                       |
| US Sassuolo Calcio                   | Turín FC                                       | Ternana Calcio                                  |
| FC Inter Milán                       | Cagliari Calcio                                | AC Perugia Calcio                               |
| AS Řím                               | ACF Fiorentina                                 | US Alessandria Calcio 1912                      |
| SSC Neapol                           | Benátky FC                                     | US Catanzaro 1929                               |
| AC Milán                             | Bologna FC 1909                                | US Avellino 1912                                |
| Atalanta BC                          | Janov CFC                                      | FC Südtirol                                     |
| SS Lazio                             | US Salernitana 1919                            | Calcio Padova                                   |
|                                      | Udinese Calcio                                 |                                                 |
|                                      | Spezia Calcio                                  |                                                 |
|                                      | Empoli FC                                      |                                                 |
|                                      | Hellas Verona FC                               |                                                 |
|                                      | L.R. Vicenza                                   |                                                 |
|                                      | US Cremonese                                   |                                                 |
|                                      | AS Cittadella                                  |                                                 |
|                                      | AC Monza                                       |                                                 |
|                                      | Ascoli Calcio 1898 FC                          |                                                 |
|                                      | Benevento Calcio                               |                                                 |
|                                      | Cosenza Calcio                                 |                                                 |
|                                      | S.P.A.L.                                       |                                                 |
|                                      | Frosinone Calcio                               |                                                 |
|                                      | Pordenone Calcio                               |                                                 |
|                                      | FC Crotone                                     |                                                 |
|                                      | Brescia Calcio                                 |                                                 |
|                                      | AC Pisa 1909                                   |                                                 |
|                                      | US Lecce                                       |                                                 |
|                                      | Parma Calcio 1913                              |                                                 |
|                                      | Reggina 1914                                   |                                                 |

## Zápasy

### předkolo
Hrálo se 7.- 8. srpna 2021.
| Domácí            | Výsledek         | Hosté                      |
| ----------------- | ---------------- | -------------------------- |
| Como 1907         | 2:2 (3:4 na pen) | US Catanzaro 1929          |
| Ternana Calcio    | 1:1 (4:3 na pen) | US Avellino 1912           |
| AC Perugia Calcio | 1:0              | FC Südtirol                |
| Calcio Padova     | 0:2 v (prodl.)   | US Alessandria Calcio 1912 |

### 1. kolo
Hrálo se 13.- 16. srpna 2021.
| Domácí              | Výsledek         | Hosté                      |
| ------------------- | ---------------- | -------------------------- |
| UC Sampdoria        | 3:2              | US Alessandria Calcio 1912 |
| Turín FC            | 0:0 (4:1 na pen) | US Cremonese               |
| Cagliari Calcio     | 3:1              | AC Pisa 1909               |
| AS Cittadella       | 2:1              | AC Monza                   |
| ACF Fiorentina      | 4:0              | Cosenza Calcio             |
| Benevento Calcio    | 2:1 v (prodl.)   | S.P.A.L.                   |
| Benátky FC          | 1:1 (8:7 na pen) | Frosinone Calcio           |
| Bologna FC 1909     | 4:5              | Ternana Calcio             |
| Janov CFC           | 3:2              | AC Perugia Calcio          |
| US Salernitana 1919 | 2:0              | Reggina 1914               |
| Udinese Calcio      | 3:1              | Ascoli Calcio 1898 FC      |
| FC Crotone          | 2:2 (4:2 na pen) | Brescia Calcio             |
| Pordenone Calcio    | 1:3              | Spezia Calcio              |
| Parma Calcio 1913   | 1:3              | US Lecce                   |
| Empoli FC           | 4:2              | L.R. Vicenza               |
| Hellas Verona FC    | 3:0              | US Catanzaro 1929          |

### 2. kolo
Hrálo se 14.- 16. prosince 2021.
| Domácí           | Výsledek | Hosté               |
| ---------------- | -------- | ------------------- |
| UC Sampdoria     | 2:1      | Turín FC            |
| Cagliari Calcio  | 3:1      | AS Cittadella       |
| ACF Fiorentina   | 2:1      | Benevento Calcio    |
| Benátky FC       | 3:1      | Ternana Calcio      |
| Janov CFC        | 1:0      | US Salernitana 1919 |
| Udinese Calcio   | 4:0      | FC Crotone          |
| Spezia Calcio    | 0:2      | US Lecce            |
| Hellas Verona FC | 3:4      | Empoli FC           |

### Osmifinále
Hrálo se 12.- 20. ledna 2022.
| Domácí             | Výsledek       | Hosté           |
| ------------------ | -------------- | --------------- |
| Atalanta BC        | 2:0            | Benátky FC      |
| SSC Neapol         | 2:5 v (prodl.) | ACF Fiorentina  |
| AC Milán           | 3:1 v (prodl.) | Janov CFC       |
| SS Lazio           | 1:0 v (prodl.) | Udinese Calcio  |
| Juventus FC        | 4:1            | UC Sampdoria    |
| US Sassuolo Calcio | 1:0            | Cagliari Calcio |
| FC Inter Milán     | 3:2 v (prodl.) | Empoli FC       |
| AS Řím             | 3:1            | US Lecce        |

### Čtvrtfinále
Hrálo se od 8.- 10. února 2022.
| Domácí         | Výsledek | Hosté              |
| -------------- | -------- | ------------------ |
| Atalanta BC    | 2:3      | ACF Fiorentina     |
| AC Milán       | 4:0      | SS Lazio           |
| Juventus FC    | 2:1      | US Sassuolo Calcio |
| FC Inter Milán | 2:0      | AS Řím             |

### Semifinále
Zápasy č. 1 byly na programu 1. a 2. března 2022, zápasy č. 2 byly na programu 19. a 20. dubna 2022
| Domácí      | Výsledek č. 1 | Výsledek č. 2 | Hosté          |
| ----------- | ------------- | ------------- | -------------- |
| AC Milán    | 0:0           | 0:3           | FC Inter Milán |
| Juventus FC | 1:0           | 2:0           | ACF Fiorentina |

### Finále
| 11. 5. 2022 21:00 CEST             |        |                                                                             |                                                                    |
| Juventus FC                        | 2 : 4  | FC Inter Milán                                                              | Stadio Olimpico, Řím, Itálie diváci: 67 944 rozhodčí: Paolo Valeri |
| Alex Sandro 50' Dušan Vlahović 52' | Report | 99' (pen.), 102' Ivan Perišić 7' Nicolò Barella 80' (pen.) Hakan Çalhanoğlu | Stadio Olimpico, Řím, Itálie diváci: 67 944 rozhodčí: Paolo Valeri |

| B                    | 36                   | Mattia Perin            |                                                            |     |
| O                    | 6                    | Danilo                  |                                                            | 41' |
| O                    | 4                    | Matthijs de Ligt        |                                                            |     |
| O                    | 3                    | Giorgio Chiellini       |                                                            | 84' |
| O                    | 12                   | Alex Sandro             |                                                            | 91' |
| Z                    | 11                   | Juan Cuadrado           |                                                            |     |
| Z                    | 28                   | Denis Zakaria           |                                                            | 67' |
| Z                    | 25                   | Adrien Rabiot           |                                                            |     |
| Z                    | 20                   | Federico Bernardeschi   |                                                            | 67' |
| Ů                    | 10                   | Paulo Dybala            |                                                            | 99' |
| Ů                    | 7                    | Dušan Vlahović          |                                                            |     |
| Náhradníci:          |                      |                         |                                                            |     |
| B                    | 1                    | Wojciech Szczęsny       |                                                            |     |
| B                    | 31                   | Carlo Pinsoglio         |                                                            |     |
| Z                    | 5                    | Arthur Melo             |                                                            | 84' |
| Ů                    | 9                    | Álvaro Morata           |                                                            | 41' |
| O                    | 17                   | Luca Pellegrini         |                                                            | 91' |
| Ů                    | 18                   | Moise Kean              |                                                            | 99' |
| O                    | 19                   | Leonardo Bonucci        |                                                            | 67' |
| O                    | 24                   | Daniele Rugani          |                                                            |     |
| Z                    | 27                   | Manuel Locatelli        | 90+2'                                                      | 67' |
| Ů                    | 38                   | Marley Aké              |                                                            |     |
| Z                    | 41                   | Hans Nicolussi Caviglia |                                                            |     |
| Z                    | 47                   | Fabio Miretti           |                                                            |     |
| Trenér:              |                      |                         |                                                            |     |
| Massimiliano Allegri | Massimiliano Allegri | Massimiliano Allegri    | Žlutá karta udělena · Žlutá karta udělena opět · Vyloučení |     |

| B              | 1  | Samir Handanovič    |      |       |      |
| O              | 37 | Milan Škriniar      |      |       |      |
| O              | 6  | Stefan de Vrij      |      |       |      |
| O              | 33 | Danilo D'Ambrosio   |      | 64'   |      |
| Z              | 36 | Matteo Darmian      |      | 64'   |      |
| Z              | 23 | Nicolò Barella      |      |       |      |
| Z              | 77 | Marcelo Brozović    | 55'  |       |      |
| Z              | 20 | Hakan Çalhanoğlu    |      | 90+1' |      |
| Z              | 14 | Ivan Perišić        |      |       |      |
| Ů              | 10 | Lautaro Martínez    |      | 90+1' |      |
| Ů              | 9  | Edin Džeko          |      | 63'   |      |
| Náhradníci:    |    |                     |      |       |      |
| B              | 21 | Alex Cordaz         |      |       |      |
| B              | 97 | Ionuț Radu          |      |       |      |
| Z              | 2  | Denzel Dumfries     |      | 64'   |      |
| Z              | 5  | Roberto Gagliardini |      |       |      |
| Ů              | 7  | Alexis Sánchez      |      | 90+1' |      |
| O              | 13 | Andrea Ranocchia    |      |       |      |
| Z              | 18 | Robin Gosens        |      |       |      |
| Ů              | 19 | Joaquín Correa      |      | 63'   |      |
| Z              | 22 | Arturo Vidal        | 119' | 90+1' |      |
| O              | 32 | Federico Dimarco    |      | 64'   | 116' |
| Ů              | 88 | Felipe Caicedo      |      |       |      |
| O              | 95 | Alessandro Bastoni  |      | 116'  |      |
| Trenér:        |    |                     |      |       |      |
| Simone Inzaghi |    |                     |      |       |      |

## Vítěz
| Coppa Italia 2021/22 FC Inter Milán (8. titul) |